# Alberto Lee López
Alberto Lee López OFM (* 25. Juni 1927 in Santa Rosa de Cabal; † 3. Dezember 1992 in Bogotá) war ein kolumbianischer römisch-katholischer Ordensgeistlicher und Apostolischer Präfekt von Guapi.

## Leben
Alberto Lee López trat der Ordensgemeinschaft der Franziskaner bei und empfing am 22. Juli 1951 das Sakrament der Priesterweihe. Papst Johannes Paul II. bestellte ihn am 8. März 1985 zum ersten Apostolischen Präfekten von Guapi. Die Amtseinführung erfolgte am 26. Mai desselben Jahres.

## Schriften
- Clero indígena en el Arzobispado de Santa Fé en el siglo XVI. Kelly, Bogotá 1961, OCLC 928239344.